# Fábrica de sueños
Fábrica de sueños é uma franquia e antologia de novelas dramáticas produzidas pela Televisa. O projeto consiste em remakes das novelas clássicas de maior sucesso da Televisa, em formato curto de em média 25 episódios. Cada novela é independente, com um grupo de distribuição e produção diferentes, cenários distintos e uma trama que tem seu próprio começo, desenvolvimento e final.
A primeira fase consiste no reboot de 12 novelas clássicas, as quais são: La usurpadora, Cuna de lobos, Rubí, Los ricos también lloran, La madrastra, El maleficio, El privilegio de amar, Rosa salvaje, Quinceañera, Colorina, Corona de lágrimas e Corazón Salvaje.

## Lista
| Série | Série | Título                   | Episódios | Exibição original       | Exibição original       |
| Série | Série | Título                   | Episódios | Estreia                 | Final                   |
| ----- | ----- | ------------------------ | --------- | ----------------------- | ----------------------- |
|       | 1     | La usurpadora            | 25        | 2 de setembro de 2019   | 4 de outubro de 2019    |
|       | 2     | Cuna de lobos            | 25        | 7 de outubro de 2019    | 8 de novembro de 2019   |
|       | 3     | Rubí                     | 26        | 21 de janeiro de 2020   | 27 de fevereiro de 2020 |
|       | 4     | Los ricos tambíen lloran | 60        | 21 de fevereiro de 2022 | 13 de maio de 2022      |
|       | 5     | La madrastra             | 50        | 15 de agosto de 2022    | 21 de outubro de 2022   |
|       | 6     | El maleficio             | 82        | 13 de novembro de 2023  | 3 de março de 2024      |